# Serratia
Serratia Bizio, 1823 è un genere di batteri Gram-negativi della famiglia Yersiniaceae. Di frequente presenti nell'ambiente, soprattutto nel suolo, questi enterobatteri sviluppano di solito colonie di un colore rosso acceso. Sono patogeni opportunisti e sviluppano nell'uomo infezioni resistenti a molti antibiotici.
Alcuni ceppi di Serratia, in particolare il ceppo Serratia E-15, producono un particolare enzima dotato di attività proteolitica, serrapeptasi, che ha trovato impiego anche come farmaco.